# Dicrurus aeneus
El drongo bronceado (Dicrurus aeneus) es una especie de ave paseriforme de la familia Dicruridae.

## Descripción
Es un ave pequeña que captura insectos en la fronda del bosque, mediante salidas de caza desde sus perchas. Son muy similares a los otros drongos de la zona pero son algo más pequeños y compactos con diferencias en la horquilla de su cola y los patrones de brillo en sus plumas.

## Distribución yhábitat
Se distribuye por la región indomalaya. Por lo general su hábitat son los bosques húmedos de hojas grandes.

## Subespecies
Se reconocen las siguientes:
- D. a. aeneus Vieillot, 1817 - India y centro de los Himalayas hasta el sur de China y Birmania hacia el norte de la península malaya
- D. a. malayensis (Blyth, 1846) - sur de la península malaya, Sumatra y Borneo
- D. a. braunianus (Swinhoe, 1863) - Taiwán